# Camponotus maculatus
Camponotus maculatus é uma espécie de inseto do gênero Camponotus, pertencente à família Formicidae.